# Легенда о вампире (манга)
«Легенда о вампире» (яп. 夜刀の神つかい ятоно ками цукай) — манга, созданная Аки Симидзу на сюжет Саки Окусэ (яп. 奥瀬 サキ Окусэ Саки). Манга по главам публиковалась в журнале Comic Birz, была издана в 12 томах компанией Gentosha под маркой «Gentosha Comics». Первый том вышел в марте 2002 года, а последний — в сентябре 2007. В США «Легенда о вампире» лицензирована Tokyopop под названием Blood Sucker: Legend of Zipangu. На русском языке лицензирована «Комикс-Арт».

## Сюжет
Юсукэ Химукай пытается спасти любимую Кикури от вампира Мигири. Столетиями Мигири наводил ужас на всю страну, пока не был обезглавлен великим воином. С помощью верного слуги Курахи, Мигири возвращается к жизни и избирает Кикури в качестве новой невесты.